# Departamento Nacional de Telecomunicações
O Departamento Nacional de Telecomunicações (DENTEL) foi uma autarquia subordinada ao Conselho Nacional de Telecomunicações (CONTEL) criada pelo presidente João Goulart através da lei nº 4117 de 27 de agosto de 1962 com a implantação do Código Brasileiro de Telecomunicações. Seu objetivo consistia em fiscalizar e orientar os operadores civis e comerciais de radiodifusão e serviços de telecomunicações, além de especificar regras e normas para fabricantes de equipamentos de telecomunicações se adequarem a padrões e a legislação brasileira vigente.
O órgão ficou conhecido durante o período da ditadura militar (1964-1985) por ter lacrado algumas emissoras de rádio e televisão no período, sob ordens do CONTEL e do governo federal.

## Histórico
O Departamento Nacional de Telecomunicações era considerado um órgão fiscalizador que exercia a atividade de normatizar, fiscalizar e controlar o uso indevido, ilegal ou inadequado de equipamentos de radiodifusão e comunicação, tendo também sido responsável por conceder licenças para estas atividades e criar padrões de conformidade baseado em normas técnicas no Brasil. Na década de 1970, durante a gestão de Ernesto Geisel, foi transformado em autarquia.
Em 1975, foi o responsável por conceder a licença de funcionamento para a TV Educativa do Rio de Janeiro, uma das primeiras emissoras de televisão com grade totalmente educativa do Brasil.

### Punições a emissoras
Durante o regime militar brasileiro, o DENTEL foi o responsável pela lacração e desativação de diversas emissoras de rádio e televisão que tiveram suas licenças cassadas pelo governo federal. Em 1970, foi responsável por lacrar a TV Excelsior, que apesar das divergências políticas da emissora com o governo federal, também não estava em boa situação financeira e operacional.
Já em 1977, foi responsável por lacrar a Rádio Iguaçu de Curitiba. Em 1980, lacrou os transmissores da Rede Tupi, incluindo suas emissoras de São Paulo e Rio de Janeiro e mais cinco emissoras pertencentes aos Diários Associados. Em 1987, dois anos após o fim do regime militar, o órgão fiscalizador investigou o SBT por suposta violação ao Código Brasileiro de Telecomunicações, devido ao programa apresentado por Hebe Camargo, onde o entrevistado (o jornalista Gilberto Di Pierro) teria feito críticas aos parlamentares que formavam a Constituinte.[carece de fontes?]

### Extinção
Em 1985, após o fim do regime militar, o departamento foi dividido em diversas diretorias regionais sediadas nas capitais de cada estado.
O Departamento Nacional de Telecomunicações foi extinto em 12 de abril de 1990, através da lei nº 8028 que criou o Ministério da Infraestrutura durante o Plano Collor. Muitas das regras ainda vigentes atualmente para radiodifusão e comunicação, principalmente relacionadas ao radioamadorismo, comunicação aérea e marítima via rádio foram elaboradas pelo DENTEL entre as décadas de 1970 e 1980.